# Sarawak
Sarawak, nekada povijesna regija a sada država Malezije. Obuhvaća sjeverozapadni dio otoka Borneo i omeđen je sultanatom Brunej i Sabahom (Malezija) na sjeveru te indonezijskim Borneom (Kalimantan) na istoku i jugu. Sarawak ima nisku i jako razvedenu obalu duž Južnog kineskog mora. Velik dio njegove površine prekriven je primarnom prašumom. Aluvijalna, močvarna obalna ravnica iza koje se prostire valovito područje koje je ispresijecano planinama i brojnim plovnim rijekama. Glavni grad je Kuching. Površina 48 050 kvadratnih milja (124 449 kvadratnih kilometara). Pop. (2005. procjena) 2 312 600.

## Povijest
Sarawak je postao južna pokrajina sultanata Bruneja kada je Majapahitsko carstvo Jave propalo u 15. stoljeću. James Brooke, engleski pustolov i bivši vojni časnik Istočnoindijske kompanije, posjetio je teritorij 1839. i pomogao sultanu u gušenju pobune. Kao nagradu za svoje usluge, Brooke je postavljen (1841.) za radžu Sarawaka nad sektorom od Tanjung Datua do Batang (rijeke) Samarahan; ondje je nastojao suzbiti gusarenje i lov na glave.
Sarawak su kao zasebnu državu priznale Sjedinjene Američke Države (1850.) i Velika Britanija (1864.), a do 1905. postupno se povećavao kupnjom i pripajanjem. Godine 1868. Brooke je umro i na mjestu radže naslijedio ga je nećak, Charles Brooke. Potonji je vladao do 1917., a naslijedio ga je njegov sin Charles Vyner Brooke. Godine 1941. potonji Brooke ukinuo je svoje apsolutne ovlasti donošenjem ustava koji je bio osmišljen da uspostavi demokratsku samoupravu, ali je taj pokušaj odgođen zbog japanske okupacije (1942. – 45.). Teritorij, razoren ratom, ustupljen je britanskoj kruni 1946. Sarawak je postigao samoupravu i pridružio se Maleziji 1963.

## Gospodarstvo
Ekonomija Sarawaka gotovo je u potpunosti poljoprivredna, s proizvodnjom usjeva za gotovinu (mali posjedi gume, papra i saga) ograničenom na obalno područje; potrošačka i izmjenjivačka (posijeci i spali) agrikultura se proteže u unutrašnjost. Riža se također dosta uzgaja. Glavni izvozni proizvodi su naftni derivati, drvo i guma. Industrija uključuju piljenje i preradu saga, kopre i papra. Proizvodi se tekstil, metalna ambalaža, sapun, crijep, brodovi. Rijeke su glavne arterije unutarnjeg prometa.

## Stnovništvo
Ibani (morski dajaci), koji su bili izvorni lovci na glave s Bornea, i Kinezi čine većinu stanovništva, što također uključuje Malajce, Bidayah (kopnene dajake) i Melanause.